# 한국의 영화 검열
한국 역사의 다양한 시점에서 영화의 사회적 영향력으로 인해 정부는 대중이 영화를 보기 위해 따라야 하는 지침을 명시하는 엄격한 규정을 제정하게 되었다. 영화 검열이 한국 영화 산업의 성장에 큰 영향을 미친 시기는 크게 두 시기로 나누어진다. 하나는 일제 식민지 시대 (일제 강점기) 이고, 20세기 중반 군사 독재 시대이다. 영화 산업은 철저한 감시를 받았다. 이 두 기간 동안 영화제작자들은 자신의 창의성, 생각, 아이디어를 자유롭게 표현하는 것이 금지되었으며 일부에서는 이러한 제한이 한국 영화 산업의 쇠퇴를 초래했다고 믿는다. 그러나 이러한 어려움 속에서도, 일부 감독과 배우들은 창의적이고 미래지향적인 작품을 만들어내며 한국 영화 산업의 발전에 기여했다.

## 일제강점기 한국영화 검열
영화는 조선 시대(1897~1910)에 한국에 소개되었으며, 빠르게 주요 미디어 형태가 되었다. 1910년 일제 강점기가 시작되면서 일제의 이미지를 보호하기 위한 검열법이 본격적으로 시행되었다. 또한 전쟁 관련 목적을 설득하거나 미국을 찬양하는 영화는 금지되었다. 이 시기에 도입된 법률로는 영화검열규정과 조선영화법이 있다.이러한 제한으로 인해 한국 영화산업은 많은 어려움을 겪었으나, 이후에도 창의적이고 저항적인 작품들이 만들어지며 한국 영화의 역사가 계속되었다.
영화 검열 규정에는 다음이 포함된다.
1. 모든 외국 및 국내 영화는 방영되기 전에 동의가 필요하다
2. 심사를 위해서는 일본 경찰이 출석해야 한다.

조선영화법에는 다음과 같은 내용이 포함되어 있다.
1. 영화산업 면허를 취득하기 위한 전제조건
2. 영화의 사전 제한
3. 법을 준수하지 않을 경우 처벌

그러나 이러한 법률은 단순히 일본에 대한 반대를 제어하는 데 그치지 않았다. 영화를 통해 정부는 또한 국내 정치적인 이슈나 사회적 불만을 조장하는 작품들을 제한하고자 했다. 특히 군사독재 이후에는 반공적이거나 사회적 혼란을 부추기는 내용을 가진 작품들이 엄격히 검열되었다. 이러한 행동의 배경에는 국가 안전과 정치적 안정을 유지하기 위한 정부의 노력이 있었다. 또한, 영화를 통한 대중적인 문화의 형성을 통제함으로써 정부는 자신의 이념과 가치관을 보다 효과적으로 전파하고자 했다. 따라서 영화 검열은 그들이 원하는 사회적 질서를 유지하고 자신들의 권력을 강화하기 위한 도구로 이용되었다.
검열의 영향을 받은 주요 영화:
- 홍계명 감독의 <블러디 호스 >(1928)
- 임재없는 나룻배 (The Ownerless Ferry Boat)(1932) 이규환 감독[3]

## 신군부 정권 하의 영화 검열
영화 검열은 1973년부터 1992년까지의 대공황 기간 동안 한국 영화산업에 심각한 영향을 미쳤다. 이 시기 군사정권 하에서는 박정희 와 전두환에 의해 영화 검열이 강력하게 시행되었다. 1987년 이전에 정부는 영화 산업을 통제하기 위해 최초의 영화법을 제정했다. 이 법은 내용이 기준에 맞지 않으면 업계가 자유롭게 영화를 제작하는 것을 허용하지 않는다. 박정희 대통령은 영화산업 지원을 위해 영화진흥공사(MPPC)를 설립했다. 그러나 박 감독의 주된 목적은 반정부 정서가 영화에 등장하는 것을 막는 것이었다.
MPPC의 요소:
1. 라이센스 제도
2. 제작할 영화 수에 대한 제한을 설정하는 수입 할당량
3. 강력한 검열
4. 트러스트 회사: MPPC는 트러스트 형태로 구성되었으며, 이는 여러 영화 제작사와 독점적인 계약을 맺고 이를 통해 시장을 통제하고자 했다.
5. 특허와 판권: MPPC는 영화 제작에 필요한 여러 특허를 보유하고 있었다. 이로써 MPPC는 영화 기술의 사용을 통제하고자 했다. 또한, 이들은 필름의 판권을 보유하여 다른 제작사들이 필름을 구매하거나 대여할 때에도 통제력을 발휘했다.
6. 우선권: MPPC는 우선적으로 필름을 제작하고 배급하는 권리를 보유하였다. 이는 다른 영화 제작사들이 시장에 진입하기를 어렵게 만들었다.
7. 보급 네트워크: MPPC는 자체적인 보급 네트워크를 구축하여 영화를 전국적으로 배급할 수 있었다. 이는 다른 제작사들이 시장에 진입하기를 어렵게 만들었다.

영화제작자들은 한국사회의 긍정적인 면만을 그려낼 수 있었다. 따라서 결과 영화는 항상 영화 제작자의 진정한 비전을 진정으로 표현할 수 없었으며 이로 인해 품질 저하가 발생했다. 영화인들은 표현의 자유를 증진하기 위해 정부에 검열법 개정을 지속적으로 촉구했지만, 막강한 정치적 영향력으로 인해 그 시도는 소용없었다. 이는 한국 영화산업 쇠퇴의 주요 원인으로 꼽힌다.이러한 제한은 한국 영화산업의 쇠퇴에 큰 영향을 미쳤다. 진정한 예술적 표현과 창의성이 억압되면서 한국 영화산업은 다양성과 혁신의 부족으로 인해 성장과 발전의 기회를 놓치게 되었다.

## 과거
정부 검열은 한국영화 와 역사가 있다. 1907년 감찰관은 공개적으로 수행되는 모든 행위가 정부에 의해 규제되고 통제될 수 있다는 보안법을 제정했다. 한국이 일본의 통치를 받던 시절에는 검열이 더욱 엄격하게 규제되었다. 조선총독부는 1920년에 활동규제위원회를, 1922년에는 공연규제규칙을 제정하였다. 이 기간 동안 많은 영화가 검열되었다. < 두만강 건너편>은 일부 장면을 삭제하고 영화명을 <사랑을 찾아서> 로 변경한 뒤 개봉이 허용됐다. 벤허는 조용하고 확고한 서술자가 민족의식을 고취했기 때문에 발행되었다.
1960년 4월혁명 이후 전국영화윤리위원회가 설립됐다. 정부 감시 없이 영화를 평가한 최초의 공공기관이었다. 그 결과 민족의식을 다룬 두 편의 영화 <호색탄> 과 <코치맨>이 극장에서 상영될 수 있게 됐다. 5.16 군사독재 이후 군사정권이 등장하여 헌법을 개정하였다. 개정안에는 공공도덕과 사회윤리를 위해 정부가 영화나 오락물을 검열할 수 있다고 명시돼 있다. 개정 이후 <무효총알>은 국가가 영화 속 '가자' 한 대사를 '북으로 가자'라는 의미로 해석했기 때문에 극장에서 퇴출됐다. 그 사이 반공법은 중앙정보부에서 사람을 체포할 수 있도록 허용했는데, 이는 <7인의 여죄수 > 이만희 국장의 체포 사건에서도 인용됐다. 그는 북한군을 훌륭하고 멋있다고 묘사했다고 한다. 반공 이상을 폭로하는 영화를 만든다는 조건으로 석방됐고, 그래서 <군번없는 병사>를 만들었다. 매력적인 남자를 북한군에 캐스팅했다는 이유로 다시 체포됐다. 이 기간 동안 제작된 모든 영화는 촬영 전과 촬영 후 두 차례의 서로 다른 정부 검열 확인을 통과해야 했다. 영화의 80% 이상이 촬영 전에 수정을 거쳐야 했다. 예를 들어, 바보의 행진(Fool's March) 에서는 영화가 만들어지기 전에 대본의 많은 부분을 삭제해야 했고, 그 결과 영화의 30분 분량이 삭제되었다.
1988년 올림픽 개막 이후 공산주의 영화 수입이 가능해졌고, 에로티시즘에 대한 검열 정책도 완화됐지만 달라지는 것은 많지 않았다. 1996년 9월에는 데이비드 크로넨버그 감독의 영화 크래시(Crash )의 10분 분량이 삭제돼 부산국제영화제 에서 큰 망신을 당하기도 했다. 한 달 뒤 헌법재판소는 검열이 위헌이라고 판결했다. 그 규정에 따라 영화법이 바뀌어야 했고, 영상물등급위원회가 설립됐다. 일반 영화관에서 상영할 수 없고, 국내에는 없는 지정된 무등급 극장에서만 상영할 수 있는 영화에 대해 R등급에 등급을 추가로 부여했다. 이는 영화 제작자가 R 등급을 받으려면 특정 장면을 삭제해야 함을 의미한다. 영화등급위원회가 영화의 장면을 규제할 권한이 없음에도 불구하고 영화가 상영되기 위해서는 영화제작자가 영화를 검열해야 한다는 암시를 줄 수 있다.
최근 몇 년간 성적인 장면은 영화제작자들이 영상물등급위원회에 반대하는 주요 이슈가 되어 왔다. 음모 와 남성 또는 여성의 성기는 디지털 방식으로 흐리게 표시되지 않는 한 화면에 표시되는 것이 금지된다. 드문 경우지만, 극단적인 폭력, 외설적인 언어 또는 약물 사용에 대한 특정 묘사가 문제가 될 수 있다. 한국에는 G, PG-12, PG-15, R-18 및 제한 요율의 5가지 등급 시스템이 있다. 이는 대통령령 으로 정한다. 첫 번째로 예매율 평가를 받은 영화는 <노란 머리>였다. 제한된 요금을 받았다는 사실은 사람들이 평소보다 이 영화를 더 많이 보게 만들었다. 두 명의 여성과 한 명의 남성 사이의 섹스 장면이 부분적으로 삭제되고 디지털 방식으로 변경된 후 두 번째 신청에서 18세 이상 등급을 받기 전 1999년 초에 거부되었다. 영화 ' 거짓말' 은 영화등급심사위원회를 상대로 등급 제한 소송을 헌법재판소에 제소했고, 예매율이 위헌이라고 판결했다. 예약요금에서 제한요금으로 변경되었다. 이후 이사회에서 제한요금 영화관을 만들었기 때문에 예매율과 다르지 않았다. 모두 파산하거나 문을 닫았다. R등급을 받은 영화들은 상영할 자리를 잃었다. 영화 ' 악마를 보았다 '(2010)는 1분 30초 삭제가 이루어져야 극장에서 상영이 가능했다.
2014년 개봉한 영화 '인터뷰'는 김정은 북한 국무 위원장을 비판하고 살해하는 내용을 담은 작품으로 국내에서 상영금지됐다. 암시장 에서 구할 수 있었지만 2015년에 한 탈북자가 헬륨 풍선을 통해 영화의 무면허 사본을 DMZ 로 보냈다.
이장호는 촬영 전이나 촬영 내내 검열을 인지하지 않으려고 노력했지만 대부분의 영화가 파란색 연필 검열을 거쳐 상영되었다고 밝혔다.